# Vestecká Lhotka
Vestecká Lhotka (německy Westetzer Lhota) je malá vesnice, část obce Jeřišno v okrese Havlíčkův Brod. Nachází se asi 1 km na západ od Jeřišna. V roce 2009 zde bylo evidováno 21 adres. V roce 2001 zde trvale žilo 46 obyvatel.
Vestecká Lhotka je také název katastrálního území o rozloze 2,38 km2.

## Fotogalerie

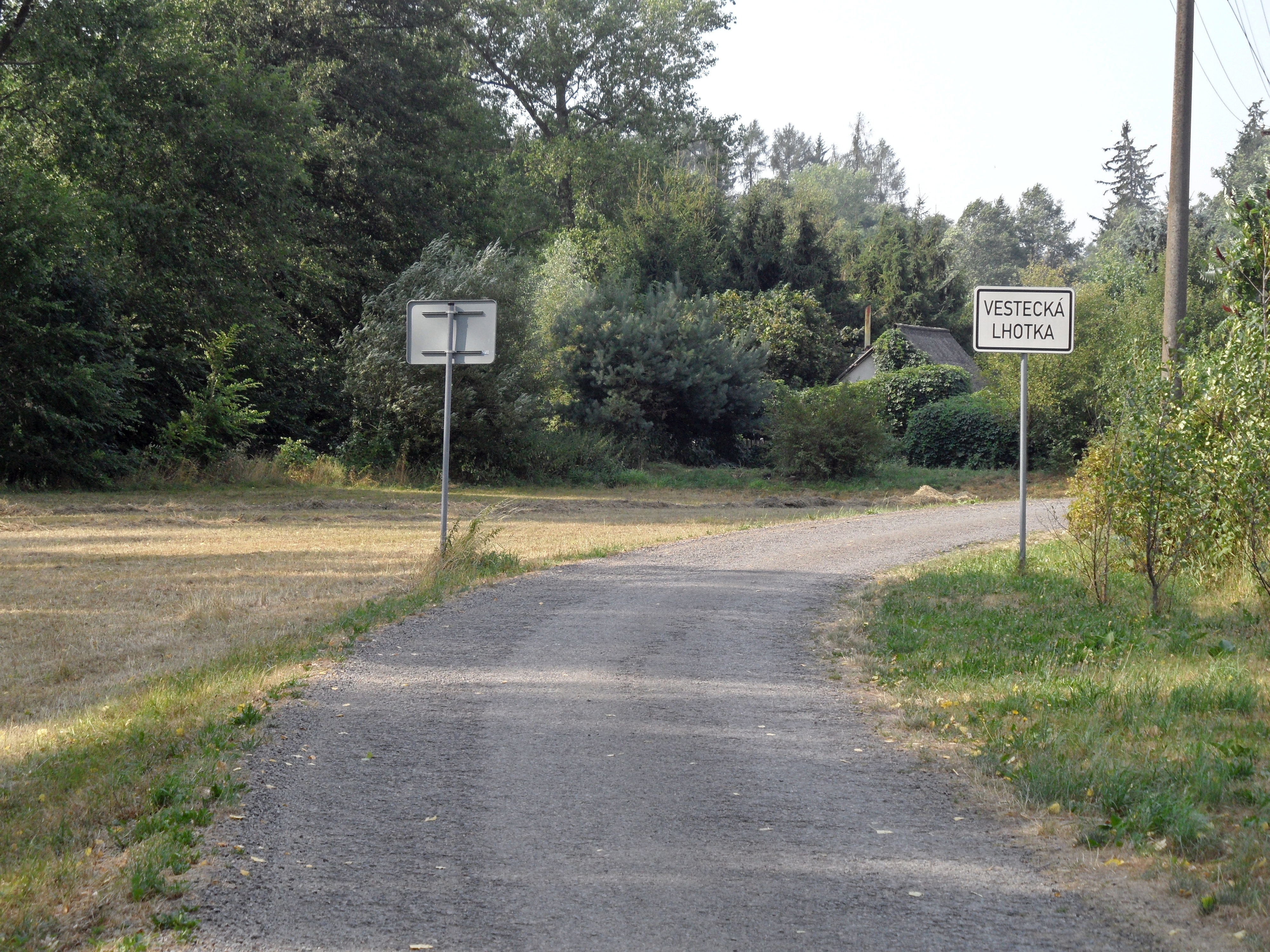
Příjezd od obce Chuchel
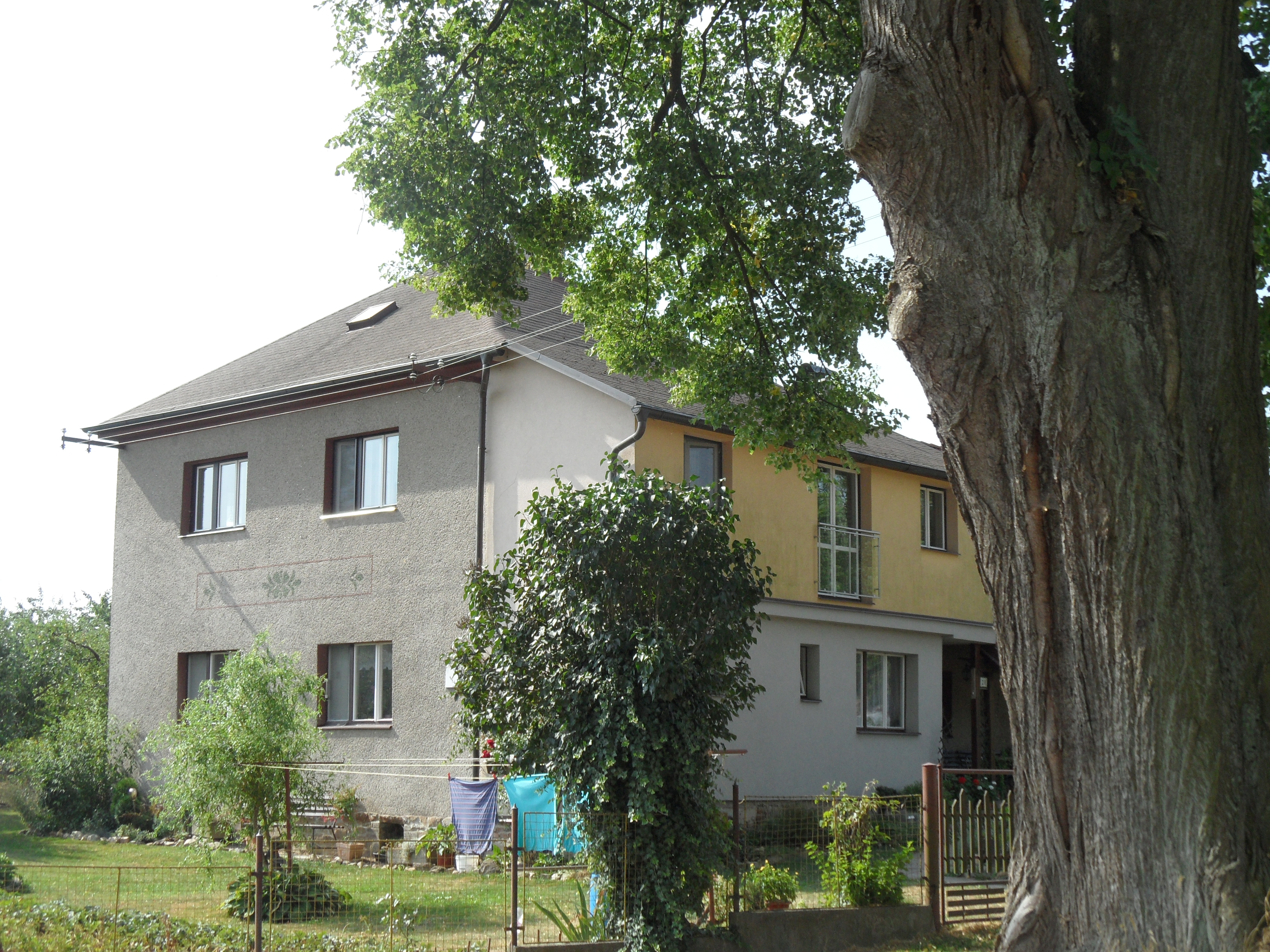
Velký dům
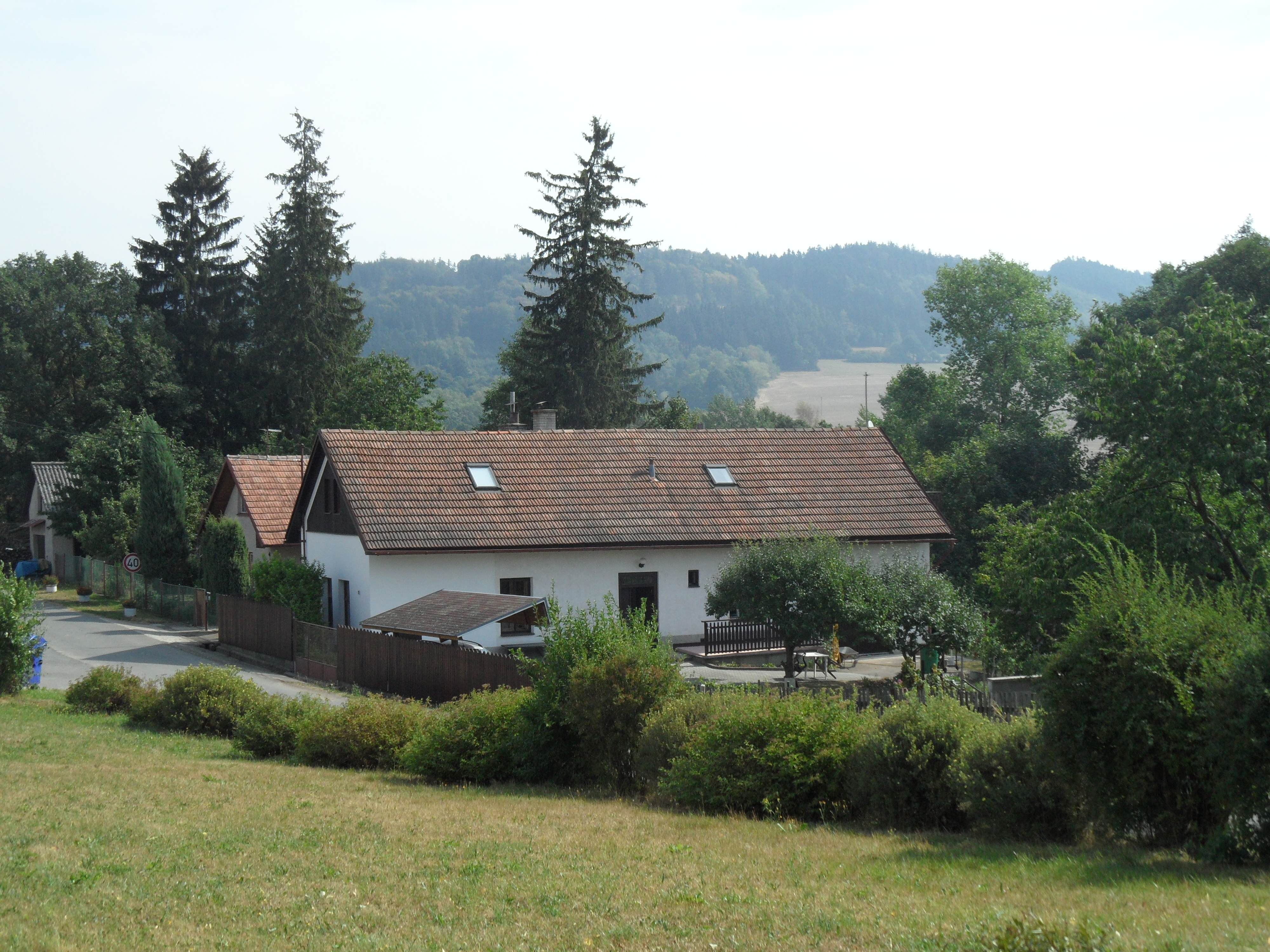
Domy u cesty
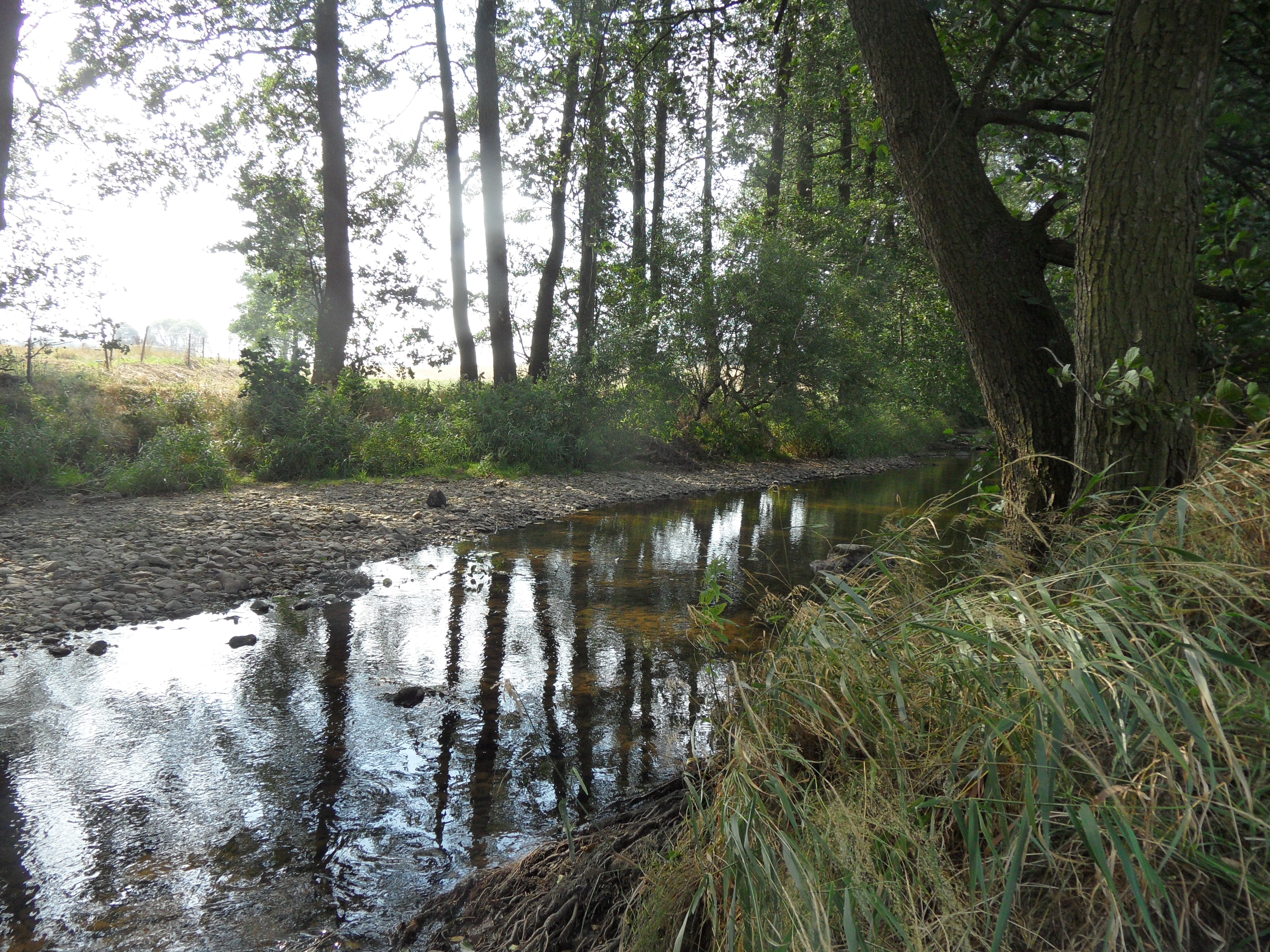
Doubrava u obce (směr Chuchel)